# Penicillium javanicum
Penicillium javanicum J.F.H. Beyma – gatunek grzybów z rodziny Aspergillaceae.

## Systematyka i nazewnictwo
Pozycja w klasyfikacji według Index Fungorum: Penicillium, Aspergillaceae, Eurotiales, Eurotiomycetidae, Eurotiomycetes, Pezizomycotina, Ascomycota, Fungi.
Po raz pierwszy opisał go w 1929 roku J. Frederik Hessel van Beyma. Ma 8 synonimów. Niektóre z nich:
- Eupenicillium lineolatum Udagawa & Y. Horie 1977
- Eupenicillium meloforme Udagawa & Y. Horie 1973
- Penicillium indonesiae Pitt 1980

## Morfologia i fizjologia
Kolonie na agarze z roztworem Czapeka rosną dość szybko, 3,5 do 4 cm w ciągu 12 do 14 dni, są lekko kłaczkowate, wyraźnie bruzdowane, przeważnie promieniście, ze środkową częścią często mniej lub bardziej uniesioną, w kolorze wykazującym stopniową gradację od żółtawych odcieni, zbliżonych do barwy oliwkowo-płowej na brzegu, do matowych żółto-pomarańczowych odcieni w centrach kolonii. Struktury konidialne drobne, ograniczone w liczbie, nie wpływające na wygląd kolonii. Perytecja wytwarzane obficie i nadające lekko ziarnisty wygląd cienkim, międzykolonialnym obrzeżom, rozwijające się w sąsiedztwie podłoża, regularnie splątane i porośnięte luźną grzybnią powietrzną, niewidoczne powierzchownie w głębszych obszarach kolonii. Wysięk obficie wytwarzany w większości szczepów, w kolorze zbliżonym do winnopłowego, czasami dominujący w centralnym obszarze kolonii. Brak zapachu lub nieokreślony. Rewers silnie zabarwiony, początkowo w odcieniach matowej żółci lub zielonkawobrązowy do czerwonawego, z wiekiem staje się ciemnobrązowy do kasztanowego.
Kolonie na agarze słodowym rozprzestrzeniają się szeroko, do 5,5–6,0 cm po 2 tygodniach, są płaskie, cienkie, w matowych odcieniach zbliżonych do oliwkowopłowego, składające się z gęstej, jednolitej warstwy perytecjów przylegających do podłoża, przerośnięte, ale nie przesłonięte luźną siecią strzępek powietrznych. Penicillusy nieco większe niż na Czapeku i osadzone na konidioforach o długości do 300 µm. Perytecja dojrzewają szybciej niż powyżej, rozwijając worki i askospory po około 12 dniach.
Penicillusy ściśle monowertycjalne, nieliczne, bardzo małe, wytwarzające nieliczne i rozbieżne łańcuchy zarodników o długości do 100 µm lub większej. Konidiofory powstają głównie jako odgałęzienia ze strzępek grzybni powietrznej o długości 100 µm lub mniejszej, czasami ze strzępek zanurzonych o wymiarach 150–200 × 2,2–2,8 µm, rzadko rozgałęzione, o gładkich ścianach. Ramiona powstają w grupach po 2–6, zwykle 3–4, o wymiarach 8–10 µm × 2–2,5 µm z długimi, wąskimi rurkami zawierającymi konidia. Konidia eliptyczne do prawie kulistych, przeważnie o średnicy około 2,5 µm w długiej osi. Perytecja obficie wytwarzane, podłużne do kulistych, czasami nieco kanciaste, przeważnie o średnicy 100 µm lub mniejszej, początkowo składające się z komórek o grubych ścianach przypominających miąższ, dojrzewające późno, zwykle rozwijające worki i askospory po dwóch do trzech tygodniach. Worki powstają jako boczne pąki z płodnych strzępek, w stanie dojrzałym są kuliste do podłużnych, o średnicy około 6 do 8 µm, 8-zarodnikowe. Askospory grubościenne, wykazujące ograniczone nierówności powierzchni i ślad bruzdy równikowej, soczewkowate, około 2,5–3 × 2–2,5 µm.

## Badania naukowe
Występuje na wszystkich kontynentach poza Antarktydą. Grzyb glebowy i endofit. W Polsce wyizolowano go wielokrotnie z gleby i pomidora (pod nazwą Penicillium indonesiae).
Penicillium javanicum wydajnie produkuje glukoamylazę podczas fermentacji resztek roślinnych takich jak łupiny orzechów ziemnych, kolby kukurydzy, słoma kukurydziana, melasa z trzciny cukrowej, słoma pszeniczna, słoma jęczmienna i słoma ryżowa.
W doświadczeniach laboratoryjnych wyizolowany z rośliny Millettia speciosa szczep Penicillium javanicum MSC-R1 produkuje kwaśny polisacharyd o nazwie HP, który wykazuje działanie przeciwzapalne. HP znacząco ogranicza ilość uwalnianego czynnika martwicy nowotworu-α, interleukiny-6 i NO w RAW264.7 i może być uznane za ważny składnik korzystnej dla zdrowia żywności funkcjonalnej.